# Фонсаграда
Фонсаграда (на испански: Comarca de Fonsagrada; на галисийски: A Fonsagrada) е район (комарка) в Испания, част от провинция Луго на автономната област Галисия. Населението е около 6700 души.

## Общини в района
- Балейра
- Фонсаграда
- Негейра де Мунис